# Gempenplateau
Das Gempenplateau ist ein Hochland in der Nordwestschweiz, südöstlich von Basel.

## Geografie

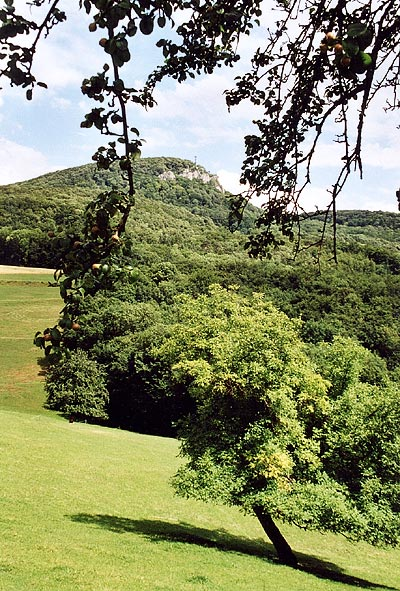
Gempenplateau mit Aussichtsturm auf der Schartenfluh

Das Plateau des Tafeljuras liegt in 600 bis 700 Metern Höhe und gehört ganz zum Gebiet des Kantons Solothurn, der hier am weitesten nach Norden vorstösst. Auf weiten Strecken bilden steile Waldflanken und Fluhreihen (Felswände) die Grenze gegen die tieferen Gebiete, die zum Kanton Basel-Landschaft gehören. Nach Süden bildet der Seebach (Abfluss des Baslerweihers sowie des früheren Seewener Sees) eine natürliche Grenze.
Politisch ist das Hochland auf die Gemeinden Gempen und Hochwald sowie das nördliche Gemeindegebiet von Seewen aufgeteilt. Die solothurnischen Gemeinden Büren und Nuglar-St. Pantaleon gehören bereits zum Oristal; Dornach, das als Hauptort mit den anderen Gemeinden den östlichen Teil des Bezirks Dorneck bildet, gehört zum Birstal.

## Strategische Bedeutung
Vom Gempenplateau hat man eine umfassende Aussicht in die umliegenden Täler. Deshalb waren in früherer Zeit, als der Kanton Solothurn noch ein selbständiger Staat war, auf der Schartenfluh, der Schauenburgerfluh (östlich des Plateaus, oberhalb von Liestal) und auf der Anhöhe südöstlich von Gempen sogenannte Hochwachten eingerichtet. In unsicheren Zeiten hielten hier Solothurner Mannschaften Ausschau und hatten nachts durch lodernde, tags durch rauchende Feuer wichtige Mitteilungen von Hochwacht zu Hochwacht weiterzugeben und die Bevölkerung zu alarmieren.
Während des Zweiten Weltkriegs wurde das Gempengebiet mit den Artilleriestellungen Gempenplateau massiv militärisch verstärkt. Hintergrund war das Manöver H, eine für den Fall eines deutschen Angriffs auf die Schweiz geplante französisch-schweizerische Militärkooperation. Dabei eignete sich das Gempenplateau als Verteidigungsstellung gegen eine Umgehung der französischen Maginot-Linie durch deutsche Truppen. Zahlreiche Bunker und andere Fortifikationen haben sich bis heute erhalten. Ein Teil der vorbereiteten Stellungen eignet sich offensichtlich auch für die Benützung durch französische Artillerie.

## Aussichtsturm

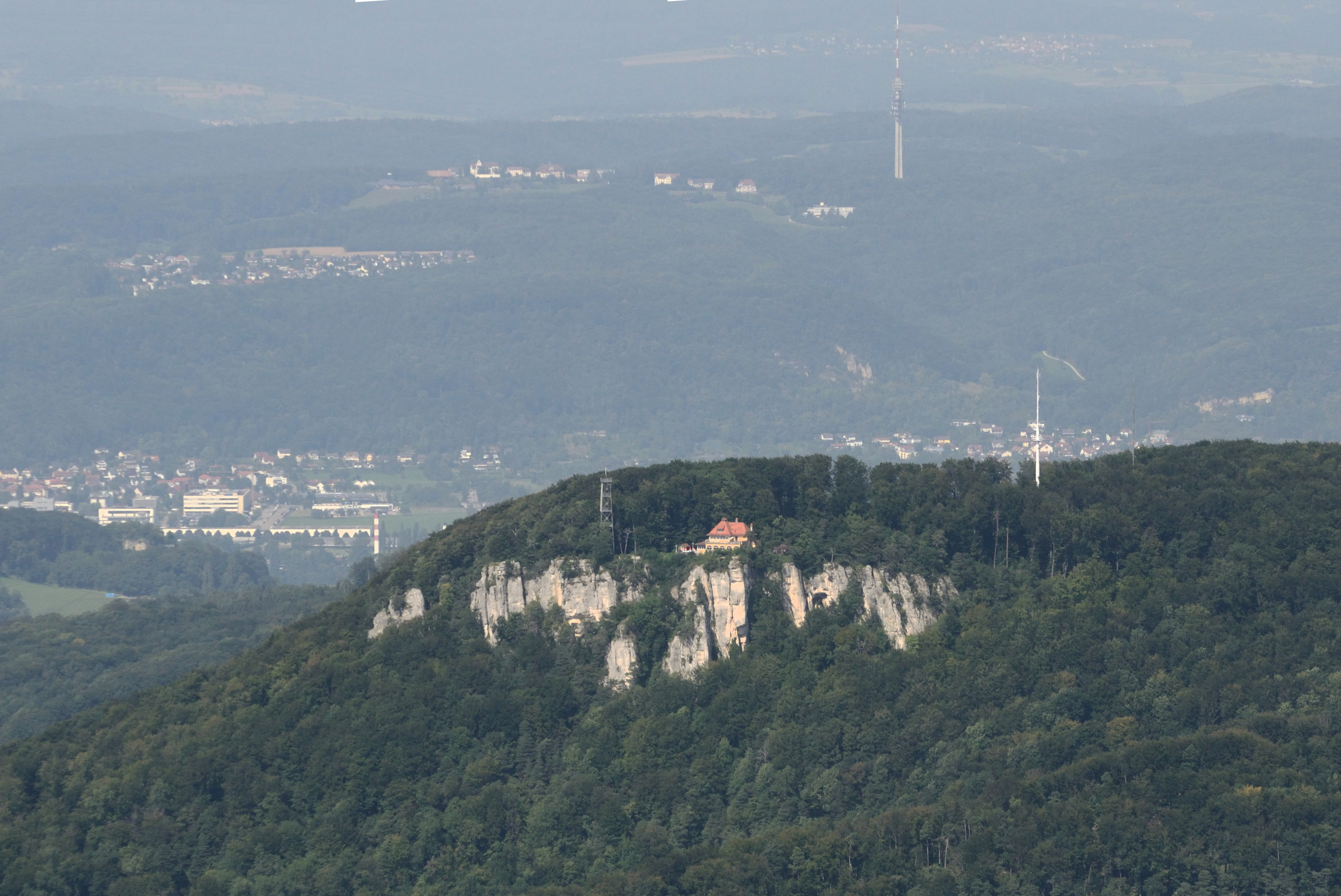
Luftbild des Gempenplateaus von Süden

Die höchste Erhebung auf dem Gempenplateau ist der 760 Meter hohe Scharten. An dessen höchstem Punkt steht der 1897 erbaute Gempenturm mit seiner Aussicht über die ganze Region Basel. An klaren Tagen sieht man von dort die Vogesen, den Schwarzwald und manchmal die Schweizer Alpen. Aufgrund seiner unmittelbar südöstlich des Turmes gelegenen Fluh – der Schartenfluh – ist der Scharten von weither zu sehen. Er wird umgangssprachlich auch als «Gempenstollen» oder schlicht als «der Gempen» bezeichnet.

## Wasserarmes Hochland
Das Hochland ist gewellt und in der Mitte von der Mulde von Gempen nach Hochwald durchzogen. Auf dem gesamten Plateau ist kein Bach zu finden und um die Dörfer und trockenen Felder, Wiesen und Weiden ist das Hochland stark bewaldet. Wegen des rauen Klimas regnet es hier zwar eher etwas mehr als in den Gebieten um Basel, aber die Geologie des Tafelberges ist für die Wasserarmut verantwortlich. Der Untergrund des Plateaus besteht aus Kalkstein und Ton. Die Schichten sind nicht gefaltet, sondern liegen waagrecht. Da der Kalkstein von Wasser aufgelöst wird, ist der Untergrund mit zahlreichen Spalten (Karst) durchzogen und wasserdurchlässig, so dass das Regenwasser versickert (Sickerwasser). Der Wassermangel auf dem Berg ist ein grosses Problem und es muss in Sodbrunnen oder unterhalb des Plateaus gefasst und hochgepumpt werden.

## Naturschutz
Das Gempenplateau mit allen Gemeinden des östlichen Dornecks befindet sich im Bundesinventar der Landschaften und Naturdenkmäler von nationaler Bedeutung (BLN).

## Dorneckberg
Gempenplateau ist ein naturräumlicher Begriff und das Gempenplateau ist nicht klar umgrenzt. Die einheimische Bevölkerung braucht im Allgemeinen die althergebrachte Bezeichnung Dorneckberg, mundartlich Dornechbäärg. Dies sind die Berggemeinden des solothurnischen Bezirks Dorneck, und somit gehört die Gemeinde Seewen auch zum Dorneckberg. Es gibt den «Zweckverband Primarstufe Dorneckberg», in Büren ist das «Oberstufenzentrum Dorneckberg» und in Hochwald das «Jugendhaus Dorneckberg». Die Bezeichnung Gempenplateau wurde durch den Schulunterricht populär und wird vor allem von Auswärtigen benutzt.
Koordinaten: 47° 27′ 59″ N, 7° 39′ 51″ O; CH1903: 617000 / 257300